# Epamera albocaerulea
Epamera albocaerulea är en fjärilsart som beskrevs av Riley 1929. Epamera albocaerulea ingår i släktet Epamera och familjen juvelvingar. Inga underarter finns listade i Catalogue of Life.